# Џош Хачерсон
Џош Хачерсон (енгл. Josh Hutcherson; Јунион, Кентаки, 12. октобар 1992) амерички је филмски и телевизијски глумац.  Почео је да глуми раних 2000-их и појављивао се у неколико реклама и мањих филмских и телевизијских улога пре него што је стекао већу популарност у тинејџерским годинама главним улогама у филмовима Мали Менхетан и Затура: Свемирска вантура (оба из 2005), Лудо летовање (2006), Мост за Терабитију (2007), Пут у средиште Земље (2008) и Клинци су у реду (2010).
Године 2011, осамнаестогодишњи Хачерсон добија главну улогу Пите Меларка у веома успешној филмској франшизи Игре глади, која је излазила сваке године од 2012. до 2015. године, за шта је добио три МТВ филмске награде и једну Награду публике. У истом периоду играо је и главну улогу у филму Путовање 2: Тајанствено острво (2012) и позајмио глас у анимираном филму Чувари тајног краљевства (2013). Након тог периода, смањио је обим посла на неколико година и појављивао се у неколико независних филмова. На телевизији је играо главну улогу у Hulu комедији Човек из будућности од 2017. до 2020. године и позајмљивао глас главном јунаку у серији Ултрамен (2019–2023). Од тада је глумио у комерцијално успешном хорор филму Пет ноћи код Фредија (2023) и акционом филму Пчелар (2024).
Током своје каријере, Хачерсон је показао интересовање за филмску продукцију. Био је извршни продуцент филмова Допунска настава (2011), Фалсификатор (2012) и Ескобар: Изгубљени рај (2015), у којима је такође играо главне улоге.

## Рани живот
Џошуа Рајан Хачерсон рођен је 12. октобра 1992. године у Јуниону, у америчкој савезној држави Кентаки. Он је старији син Мишел (девојачко Фајтмастер), бивше запослене у компанији Delta Air Lines, која сада помаже у његовој каријери, и Криса Хачерсона, аналитичара за Агенцију за заштиту животне средине Сједињених Америчких Држава (EPA). Његови родитељи, који су такође рођени и одрасли у Кентакију, упознали су се у средњој школи у месту Драј Риџ. Има млађег брата, Конорa, рођеног 1996. године.
Хачерсон је још као дете показао интересовање за глуму, иако су његови родитељи били забринути због те професије. Према његовим речима, „волео је индустрију забаве” још од четврте године. Његов отац је изјавио да је Џош од малена имао потребу да наступа пред људима и да је поседовао харизму која је привлачила пажњу. Мајка је изјавила да их је „толико смарао” да постане глумац, али је веровала да је у питању само пролазна фаза. Са осам година, Хачерсон је узео жути телефонски именик и сам контактирао агенцију за глумце. У јануару 2002. он и мајка су се срели са глумачким тренером Бобом Луком, који је из Њујорка допутовао у Кентаки да их упозна. Лука им је саветовао да оду у Лос Анђелес и почну са аудицијама за ТВ пилоте. У то време, његово једино глумачко искуство било је у телевизијској реклами за Kroger и у једном едукативном филму за библијску школу. Наредне три године, Хачерсон и његова мајка живели су у комплексу Оквуд у Лос Анђелесу, стамбеној заједници намењеној младим дечјим глумцима и њиховим породицама.
Већи део Хачерсоновог детињства провео је на филмским сетовима уместо у школској клупи. Похађао је основну школу Њу Хејвен у Јуниону све до девете године, када је започео глумачку каријеру, након чега је почео са школовањем од куће, а мајка му је била учитељица. Касније се на кратко вратио у Кентаки и похађао један семестар средња школа Рајл. Играо је за школски фудбалски тим и од тада је велики љубитељ спорта, показујући посебно интересовање за амерички фудбал и тенис. Са 13 година учествовао је у триатлону. О свом школовању касније је изјавио: „Знам да је то нешто кроз шта сва деца морају да пролазе сваког дана, али устајање у исто време и слушање наставника како причају о стварима које бих могао много лакше сам да научим, мрзео сам то.”

## Каријера

### Ране улоге (2002–2010)
Након што се 2002. године преселио у Холивуд, Хачерсон се појављивао у разним телевизијским рекламама. Своју прву значајнију глумачку улогу добио је као Ники Харпер у пилот епизоди серије House Blend из исте године, након чега је уследило неколико мањих улога у епизоди серије Ургентни центар и у пилот епизоди серије Becoming Glen.
Следеће године играо је главну улогу Чарлија Логана у телевизијском филму Чаробне шапе, који је емитован на каналу Animal Planet. Касније те године, глумио је уз Питера Фолка и Тима Дејлија у телевизијском филму Wilder Days, играјући унука лика ког тумачи Фолк, који га води на узбудљиво путовање. Дејли је био веома импресиониран младим Хачерсоном, изјавивши: „Он је изузетан дечак. Врло је добар глумац, веома паметан и самопоуздан.“
Наредна улога била му је у филму Америчка дивота, где је играо дечака маскираног у Робина, и то је уједно било његово прво појављивање у играном филму. Овај независни филм добио је веома добре критике и освојио велику награду жирија на Санденс фестивалу.
У фантастичном филму Поларни експрес из 2004. године, тумачио је младу верзију лика званог Херојски дечак (Hero Boy), при чему је лик креиран помоћу технологије хватања покрета његовог лица и тела. Главну улогу у филму играо је Том Хенкс, а критике су биле мешовите.
У анимираном фантастичном филму Покретни дворац, Хачерсон је позајмио глас Марклу, уз друге водеће гласове које су тумачили Кристијан Бејл и Били Кристал. Све своје дијалоге за овај филм снимио је у једном дану, током осам узастопних сати.
Године 2005, Хачерсон се појавио у неколико холивудских филмова, настојећи да се учврсти у индустрији филма. Остварио је мању улогу Бакија Вестона у комедији Фудбалски рат. У филму Мали Менхетн из исте године играо је једну од главних улога заједно са својим млађим братом, Конором. Стела Папамихаел са BBC-ја похвалила је његову глуму, рекавши да је „Хачерсонова интерпретација савршена; показује изразит осећај за самоподређујући хумор који би чак и Вудија Алена могао учинити још неуверенијим“, док је Брајан Лаури из Varietyja сматрао да је „Хачерсон можда изгледао симпатично на папиру, али чак и са тим Лајнусовским гласом, језик и тон нису звучали природно“.
Након тога се појавио у главној улози у филму Затура: Свемирска авантура у режији Џона Фавроа, који му је био посебно занимљив због великог броја специјалних ефеката и сцена са каскадерима у којима је учествовао. За ту улогу добио је награду Млади глумац за „најбољу глуму младог глумца у главној филмској улози“.
Наредне године појавио се у комедији Лудо летовање, у којој је играо сина лика Робина Вилијамса, Боба Манроа. Изјавио је да му је било тешко да се концентрише током снимања јер је „стално умирао од смеха“ због Вилијамсових шала и досетки између сцена. Филм је добио углавном негативне критике; Variety је написао да је „патио од предвидљивости и слабог хумора“. За ту улогу је поново био номинован за награду Млади глумац, али је награда отишла Логану Лерману за филм Хук.
Преломна улога у каријери младог Хачерсона била је 2007. године, када је тумачио Џесија Аронса у фантастичној драми Мост за Терабитију. Филм је сниман на локацијама у Новом Зеланду током три и по месеца. О том искуству Хачерсон је изјавио: „То је било невероватно искуство. Не постоји лепше место. Свуда су били плаже и шуме. Ишли смо на мала путовања и баш смо се лепо проводили.“ Признао је да није прочитао роман по коме је филм снимљен пре него што је добио улогу.
Ауторка Ен С. Пајета описала је његов лик као „интровертног дечака са четири сестре, сиромашне породице и стварним талентом за цртање“, чији се живот мења када упозна Лесли Берк (Анасофија Роб), с којом ствара маштовити утопијски свет. Ен Хорнадеј из The Washington Post-а сматрала је да је Хачерсон „идеалан избор за ту улогу“ и похвалила начин на који је дочарао „осетљиву, уметничку природу“ свог лика, док је Миријам Ди Нунцио из Chicago Sun-Timesa истакла хемију између Хачерсона и Робове, назвавши их „динамичним дуетом“. За ову улогу освојио је своју другу награду Млади глумац за „најбољу глуму младог глумца у главној филмској улози“.
Хачерсонова наредна улога била је у филму Куца ватрогасац (2007), у којем је тумачио Шејна Фејхија, сина ватрогасца који се зближава са псом. Изразио је велико задовољство што је радио са четири различита пса који су играли његовог псећег партнера. Филм је добио мешовите критике, али је Хачерсонова глума била позитивно оцењена. Након тог филма, Кери Рики из The Philadelphia Inquirera назвала га је „Џоди Фостер генерације Y“, наводећи да са „сваким наредним филмом Хачерсон све дубље задире у своје емоционалне резерве срама, боли и наде, што је узнемирујуће за неког тако младог, али и ретко интензивно за глумца било које доби“.
Године 2008, Хачерсон се појавио у независној криминалистичкој драми Winged Creatures (која је на DVD-у издата под називом Фрагменти) заједно са Дакотом Фенинг, где су тумачили двоје тинејџера који преживљавају масакр. Исте године је глумио у Пут у средиште Земље, 3D филмској адаптацији истоименог романа, у којој је играо дечака који путује на Исланд са ујаком кога једва познаје, кога је тумачио Брендан Фрејзер.
Током наредне две године, појавио се у улози дечака по имену Стив Леопард Ленард, који са пријатељима одлази на приказивање необичног циркуса у вампирском филму Циркус наказа: Вампиров помоћник, базираном на истоименој књизи. Такође је имао споредну улогу у критички хваљеном филму Клинци су у реду, где је глумио сина лезбијског пара који тумаче Анет Бенинг и Џулијан Мур.
Према речима Калима Афтаба из The Independenta, ова улога је представљала преломни тренутак у његовој каријери и била од суштинског значаја за његов прелазак у зрелије глумачке воде. Хачерсон је изразио захвалност што је добио улогу у овом филму и истакао колико му прија интимност и стваралачка слобода коју независни филмови омогућавају у односу на велике студијске продукције.
Филм је 2010. године освојио Златни глобус за најбољу филмску комедију или мјузикл, а био је и номинован за Оскара у категорији најбољег филма на 83. додели Академијиних награда. Грегори Елвуд са портала HitFix написао је: „Хачерсонов шармантан хумор и природни инстинкт за глуму долазе до пуног изражаја, и ово је можда први филм у коме доказује да је више од обичног згодног тинејџ глумца.”

### Игре гладии пробој (2011–2015)
Дана 4. априла 2011. године, студио Lionsgate објавио је да је осамнаестогодишњи Џош Хачерсон добио улогу Пите Меларка у филмској серији Игре глади, заједно са Џенифер Лоренс, која је тумачила Кетнис Евердил. Био је веома жељан да добије ту улогу, јер је осећао снажну повезаност са тим ликом. У припреми за снимање, морао је да избели косу и добије 7 килограма. Лоренсова, његова блиска пријатељица, увек је имала само речи хвале за његову глуму; о његовој интерпретацији Пите изјавила је: „Он је шармантан, драг, приземан, нормалан. Он све то оличава и преноси у Питу... има све те сјајне квалитете и сваки појединачно се осети у свакој реченици коју изговори као Пита.” Постао је познат и по несташлуцима на снимању, што је једном приликом довело до незгоде када се играо борбе са Лоренсовом, која га је случајно ударила у главу и изазвала му потрес мозга. Први филм, Игре глади, премијерно је приказан 23. марта 2012. и постао је један од филмова са највећом зарадом те године. Хачерсон је за своју улогу добио МТВ филмску награду за „најбољу мушку улогу”. Такође је добио награду NewNowNext за „следећу мега звезду” и награду CinemaCon коју додељује Национално удружење власника биоскопа, за „пробој године”. Питер Треверс из Rolling Stoneа је о његовој улози написао: „[Хачерсон] доноси хумор и рањено срце дечаку који мора брзо да сазри.”
Између добијања улоге у Играма глади и премијере филма, Хачерсон је имао главне улоге и био извршни продуцент у два филма: Допунска настава (2011) и Фалсификатор (2012). У филму Допунска настава играо је популарног тинејџера Клептона Дејвиса, у остварењу чија је радња често поређивана са филмом Јутарњи клуб из 1985. године. У филму Фалсификатор тумачио је петнаестогодишњег сирочета које запада у невоље све док му лик Алфреда Молине не прискочи у помоћ. Иако филм није наишао на добар пријем код критике, хваљена је хемија и глумачка игра између њих двојице. Након тога поново је играо Шона Андерсона у наставку Путовање 2: Тајанствено острво (2012). Хачерсон је одувек истицао жељу да ради на филмовима различитих жанрова. Осврћући се на прелаз из комичне драме Клинци су у реду у студијски блокбастер као што је Путовање 2, изјавио је: „За мене је сјајно да радим све врсте филмова, од оних феноменалних инди пројеката које баш волим, са одличним ликовима и стварно добрим сценаријем, па до великих студијских филмова. То што могу да покријем читав тај спектар различитих жанрова је стварно, стварно сјајно..” Иако је филм Путовање 2 углавном наишао на негативне критике, био је комерцијално успешан, а Хачерсонова глума је добила похвале. Кофи Аутло са сајта Screenrant.com оценио је да он „добро држи екран и успешно игра донекле слојевитог протагонисту.”
Касније 2012. године појавио се у римејку филма Крвава зора из 1984. године. Филм је лоше прошао код критике, добивши само 12% позитивних оцена на Rotten Tomatoes, што га чини филмом са најнижим оценама у Хачерсоновој каријери. У 2013. години, Хачерсон је позајмио глас лику по имену Нод у анимираном 3D филму Чувари тајног краљевства, лабаво заснованом на књизи Вилијама Џојса The Leaf Men and the Brave Good Bugs; овај филм му је, осим серијала Игре глади, најуспешнији по заради. У припремама за снимање наставка Игре глади: Лов на ватру, ангажовао је познатог тренера Бобија Строма да му помогне у пет тренинга од по сат времена недељно. Филм је зарадио 420 милиона долара само у Северној Америци, што га чини Хачерсоновим најуспешнијим остварењем. Тод Гилкрист из Indiewireа о његовој улози написао је да „Хачерсонов таленат у сазревању достиже паралелу са самоспознајом његовог лика, показујући се суптилнијим и самосвеснијим у свакој одлуци коју доноси из љубави према људима око себе.” За улогу у овом наставку, Хачерсон је добио своју другу награду MTV Movie Award за „најбољу мушку улогу.”
Дана 23. новембра 2013. године, дан након америчке премијере филма Игре глади: Лов на ватру, Хачерсон је био домаћин једне епизоде емисије Уживо суботом увече. Његов наступ добио је осредње критике – Мајк Рајан са сајта The Huffington Post написао је да Хачерсон „није донео ништа посебно, осим што има пријатан став“, док је Џон Сурико из GQ оценио да „иако вече није разочарало, није ни одушевило“.
Хачерсон је поново тумачио улогу Пите Меларка у оба дугометражна дела филмске адаптације романа Сјај слободе, Игре глади: Сјај слободе - Први део премијерно је приказан 21. новембра 2014, а Игре глади: Сјај слободе - Други део 20. новембра 2015. Његов лик пролази кроз велику промену личности, што му је представљало глумачки изазов; изјавио је: „Помало сам нервозан што треба да то прикажем, јер никад раније нисам лудeо у неком филму.“
Емили Јар из The Washington Posta похвалила је његову глуму, наводећи: „Питин луди израз лица сигурно ће нас прогањати у ноћним морама“, док је Дејвид Еделштајн из New Yorka критиковао његов наступ у сценама са другим ликовима, рекавши: „бар је заробљени Пита Џоша Хачерсона углавном приказан у интервјуима код 'кемп' ТВ водитеља кога глуми Стенли Тучи... па глумац не може да унесе свој недостатак хитности у сцене са [Џенифер Лоренс].“ Пре снимања филмова о Сјају слободе, Хачерсон је снимао Ескобар: Изгубљени рај, француско-шпански трилер, који је у САД премијерно приказан 16. јануара 2015. Такође је био извршни продуцент филма, заједно са редитељем-дебитантом Андреом Ди Стефаном, помажући у одабиру глумаца и кадрирању сцена. Хачерсон је изјавио да му је та прилика „пробудила огромну жељу да ради још оваквих пројеката“.

### НаконИгре глади:(2016–данас)
У две године након завршетка Игре глади, Хачерсон је глумио у независним филмовима и продуцирао неколико кратких филмова, укључујући и свој редитељски деби из 2017. године Ape. Такође је режирао музичке спотове за West Coast Massive и Foster the People. У кратком периоду, имао је споредне улоге у три филма у режији Џејмса Франка: The Long Home (није објављен), Неизвесна битка (2016) и The Disaster Artist (2017).
Од новембра 2017. године, Хачерсон је глумио у научнофантастичној хумористичној серији Човек из будућности на видео сервису Hulu. Продуценти серије били су Сет Роџен и Еван Голдберг, а серија је трајала три сезоне и завршена је 2020. године. Године 2019. играо је главну улогу у трилеру Паклена ноћ и почео да позајмљује глас главном лику Шињиру Хајати у Нетфликсовом анимеу Ултрамен (2019–2023). Појавио се у адаптацији дела Ернеста Хемингвеја Преко реке и у шуму из 2022. године и глумио уз Моргана Фримена у научнофантастичном трилеру 57 Seconds из 2023. године.
У октобру 2023. године, Хачерсон је глумио Мајка Шмита у филму продукцијске куће Пет ноћи код Фредија, базираном на истоименој серији видео-игара. Филм је био велики биоскопски успех и један од најуспешнијих хорор филмова те године. Касније је открио да је наставак у припреми. Хачерсон се појавио као главни антагониста Дерек Денфорт у акционом филму Пчелар са Џејсоном Статамом Пчелар, који је премијерно приказан 19. јануара 2024. године. У децембру 2023. године, видео монтажa Хачерсона из 2014, која је садржала слике глумца уз песму Whistle од Фло Рајда, постала је вирална, а сам Хачерсон је признао да прати овај тренд.

## Лични живот
Хачерсон је навео глумца Џејка Џиленхола као инспирацију, дивећи се начину на који је Џиленхол изградио своју каријеру и врстама послова које је прихватио. Такође је истакао глумца, режисера и продуцента Филипа Симора Хофмана као још једну своју инспирацију.
Хачерсон је у вези са глумицом Клаудијом Траисак од 2013. године. Од 2024. године живи између Лос Анђелеса у Калифорнији, и Мадрида, у Шпанији. У мају 2012. купио је некадашњу кућу Хита Леџера у Лорел кањону, Холивуд Хилс, малу ранч кућу изграђену 1951. године, површине 172,9 м², за 2,5 милиона долара. Изјавио је да га слава није променила као особу, наводећи: „Волим свој посао више од свега на свету и не могу да замислим да радим било шта друго. Због тога је све ово врло мала цена у поређењу са неким ко мора да иде у канцеларију да ради.“
Као познати савезник ЛГБТ заједнице, Хачерсон подржава кампању савеза геј-стрејт Straight But Not Narrow. Од њеног оснивања, био је најактивнији подржавалац. Његово ангажовање у ЛГБТ заједници проистиче из породичних веза; двојица његових ујака који су били геј преминули су од болести повезаних са сидом. У априлу 2012. године постао је најмлађи добитник Вангарде награде коју додељује GLAAD за промовисање једнаких права за ЛГБТ особе. Такође је добио награду за младог хуманитарца на церемонији доделе награда unite4:humanity 2015. године. Што се тиче његове сексуалности, себе сматра „углавном стреитом“ и не верује у ограничавање етикетама.
Хачерсон је 2014. године започео кампању Power On у сарадњи са организацијама The Trevor Project и Human-I-T. Кампања је осмишљена да помогне младим ЛГБТ особама из руралних подручја да формирају заједнице донирањем старих рачунара и мобилних телефона ЛГБТ ресурсним центрима; кампању је започео донирањем сопственог старог рачунара. Годишње од 2012. до 2014. године био је домаћин „Кошаркашке утакмице славних Џоша Хачерсона“ у Лос Анђелесу, која прикупља средства и подиже свест за кампању Straight But Not Narrow. У новембру 2013. године, заједно са Квин Латифом, уручио је трофеје четворици младих волонтера на петој годишњој додели TeenNick HALO награда у Холивуд Паладијуму.
Хачерсон је подржао и активно водио кампању за сенатора Бернија Сандерса током председничких избора у САД 2016. и 2020. године.

## Филмографија
| Улоге Џош Хачерсон |                                      |               |                        |                           |
| Година             | Српски назив                         | Изворни назив | Улога                  | Напомена                  |
| 2003.              | Амерички сплендор                    |               | Робин                  |                           |
| 2004.              | Моторкрос деца                       |               | TJ                     |                           |
| 2004.              | Поларни експрес                      |               | Херој дечак            |                           |
| 2005.              | Једна задња вожња                    |               | Џои                    |                           |
| 2005.              | Шутирати и вриштати                  |               | Баки Вестон            |                           |
| 2005.              | Покретни дворац                      |               | Маркл                  | позајмљује глас           |
| 2005.              | Мали Манхатан                        |               | Габријел "Гејб" Бартон |                           |
| 2005.              | Затура: Свемирска авантура           |               | Волтер                 |                           |
| 2006.              | Лудо летовање                        |               | Карл Мунро             |                           |
| 2007.              | Мост за Терабитију                   |               | Џеси Ааронс            |                           |
| 2007.              | Ватрена кућа пса                     |               | Шејн Фахеи             |                           |
| 2008.              | Фрагменти                            |               | Џими Џасрперсен        |                           |
| 2008.              | Пут у средиште Земље                 |               | Шон Андерсон           |                           |
| 2009.              | Циркус наказа: Вампиров помоћник     |               | Стив "Леопард" Леонард |                           |
| 2010.              | Клинци су у реду                     |               | Лејзер Олгод           |                           |
| 2010.              | Треће правило                        |               | Чак                    | кратак филм               |
| 2011.              | Допунска настава                     |               | Клаптон Дејвис         | такође, извршни продуцент |
| 2012.              | Путовање 2: Тајанствено острво       |               | Шон Андерсон           |                           |
| 2012.              | Игре глади                           |               | Пита Меларк            |                           |
| 2012.              | Седам дана у Хавани                  |               | Теди Аткинс            |                           |
| 2012.              | Фалсификатор                         |               | Џошуа Мејсон           | такође, извршни продуцент |
| 2012.              | Крвава зора                          |               | Роберт Китнер          |                           |
| 2013.              | Чувари тајног краљевства             |               | Нод                    | позајмљује глас           |
| 2013.              | Игре глади: Лов на ватру             |               | Пита Меларк            |                           |
| 2014.              | Игре глади: Сјај слободе - Први део  |               | Пита Меларк            |                           |
| 2015.              | Ескобар: Изгубљени рај               |               | Ник Брејди             | такође, извршни продуцент |
| 2015.              | Игре глади: Сјај слободе - Други део |               | Пита Меларк            |                           |
| 2016.              | У Дубиоус борби                      |               | Вини                   |                           |
| 2016.              | Катастрофални уметник                |               | Филип Халдимен         |                           |
| 2017.              | Дугачак дом                          |               | Натан Винер            |                           |
| 2023.              | Пет ноћи код Фредија                 |               | Мајк Шмит              |                           |

## Награде и номинације
Током прве фазе Хачерсонове глумачке каријере, добио је осам номинација за награду Young Artist, од којих је освојио четири. Он и екипа филма Клинци су у реду из 2010. године добили су осам номинација за „Најбољу екипу глумаца“ или „Најбољи ансамбл“ од осам различитих организација, укључујући SAG-AFTRA и Удружење филмских критичара. За Игре глади, Хачерсон и његове колеге били су номиновани за десет награда, од којих су освојили осам, укључујући награду Националног удружења власника позоришта за 2012. годину „Пробојни извођач године“ и награду Logo TV-а за 2012. годину „Следећа мега звезда“.

### Државна одликовања и почасти
Хачерсон носи титулу пуковника Комонвелта Кентакија.